# Langhe
De Langhe is een heuvelachtige landstreek in de provincie Cuneo in de Italiaanse regio Piëmont.
Het gebied situeert zich ten zuiden van Alba, tussen de rivieren de Tánaro en de Bórmida. De meeste dorpen bevinden zich op de heuvelruggen, waartussen zich diep ingesneden dalen bevinden.
De streek bestaat uit de Bassa Langa in het noorden, met heuvels tot ca. 600 meter, en de Alta Langa in het zuiden, waar nabij Mombarcaro een hoogte van 896 m bereikt wordt. In het noorden vindt men wijngaarden in bekende dorpen als Barolo en Barbaresco. Ook hazelnoten, appels, perziken en abrikozen worden hier gekweekt, en de streek is ook bekend om zijn kazen, eekhoorntjesbrood en de witte truffel van Alba. 

## Wijnbouw
Belangrijk in de wijnbouw van Italië zijn onder andere de volgende DOC en DOCG wijnen die in deze streek geproduceerd worden,
- Arneis
- Barbera d'Alba
- Barolo
- Barbaresco
- Dolcetto d'Alba
- Dolcetto di Dogliani